# Marano Lagunare
Marano Lagunare är en ort och kommun i regionen Friuli-Venezia Giulia i Italien och tillhörde tidigare även provinsen Udine som upphörde 2018. Kommunen hade 1 796 invånare (2018).